# Rovira serranus
Rovira serranus är en insektsart som först beskrevs av Luisa Eugenia Navas 1927.  Rovira serranus ingår i släktet Rovira och familjen myrlejonsländor. Inga underarter finns listade i Catalogue of Life.